# Józef Andrzej Mikorski
Józef Andrzej Mikorski herbu Ostoja (zm. 27 lipca 1793 roku) – kasztelan rawski od 1791, starosta gostyniński w latach 1779–1789, podkomorzy gostyniński od 1774 roku, cześnik gostyniński, pisarz Komisji Skarbowej Koronnej od 1764 roku, starosta gąbiński w 1789 roku.

## Życiorys
Był marszałkiem ziemi gostynińskiej w konfederacji Czartoryskich w 1764 roku. Był konsyliarzem konfederacji generalnej 1764 roku. Członek konfederacji Andrzeja Mokronowskiego w 1776 roku i poseł na sejm 1776 roku z ziemi gostynińskiej. Poseł na sejm 1778 roku z ziemi gostyńskiej. Był członkiem Komisji Dobrego Porządku w 1780 roku. Był członkiem konfederacji Sejmu Czteroletniego.  Był jednym z założycieli Zgromadzenia Przyjaciół Konstytucji Rządowej.
W 1792 roku odznaczony Orderem Orła Białego, od 1779 roku kawaler Orderu Świętego Stanisława.
Jego synem był Jan Chryzostom (1776-1849).